# 薩帕塔沼澤

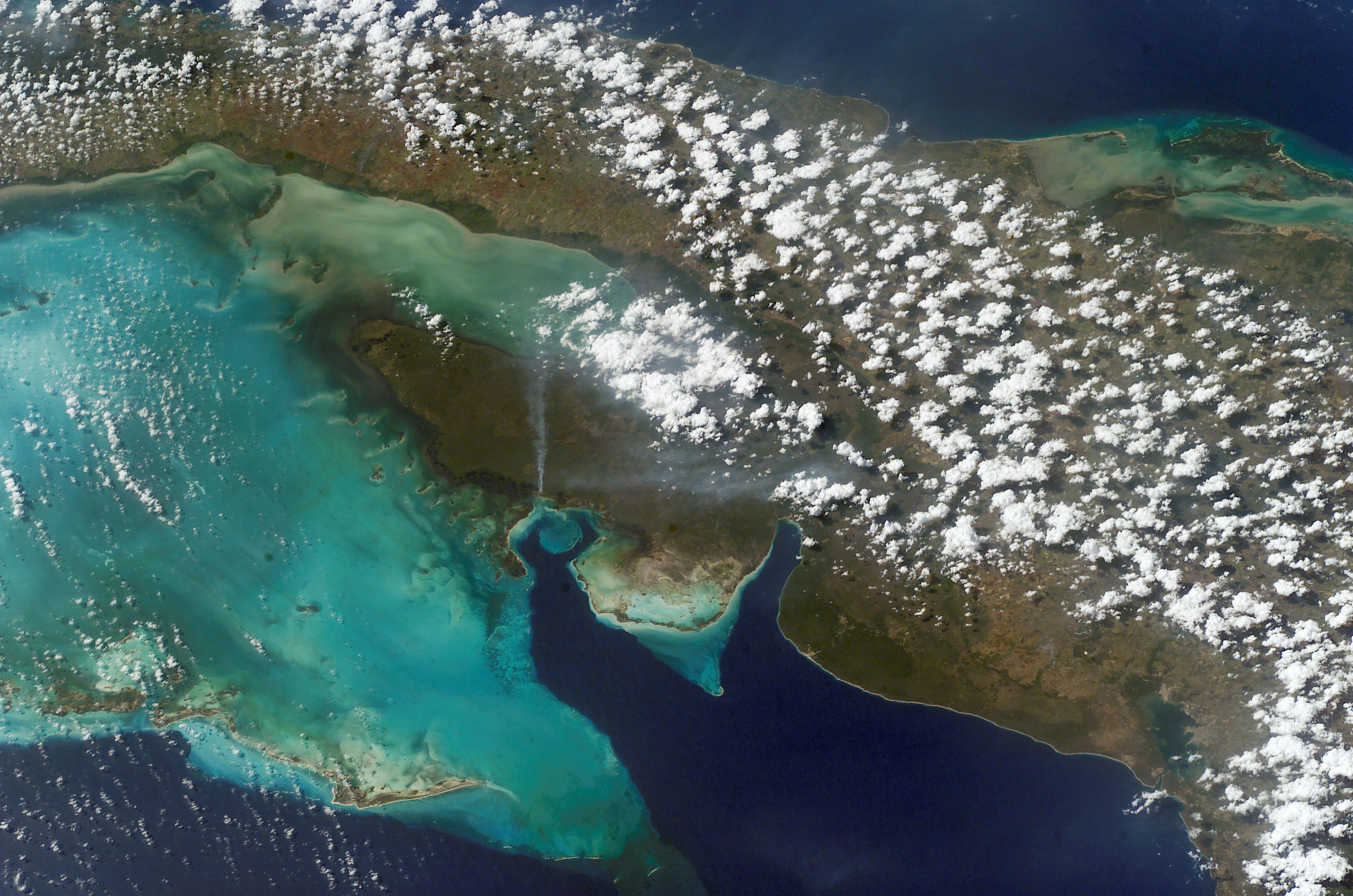

薩帕塔沼澤是古巴的沼澤，位於薩帕塔半島，距離首都哈瓦那少於150公里，由馬坦薩斯省負責管轄，長175公里、寬58公里，面積4,354平方公里，是175種鳥類、31種爬蟲類動物和超過1,000種無脊椎動物。

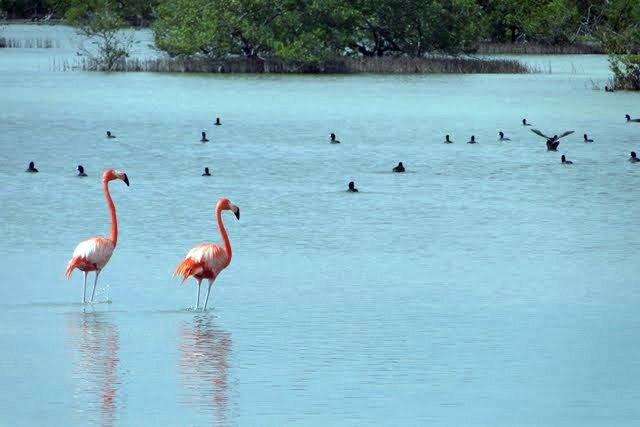
红色的火烈鸟在萨帕塔

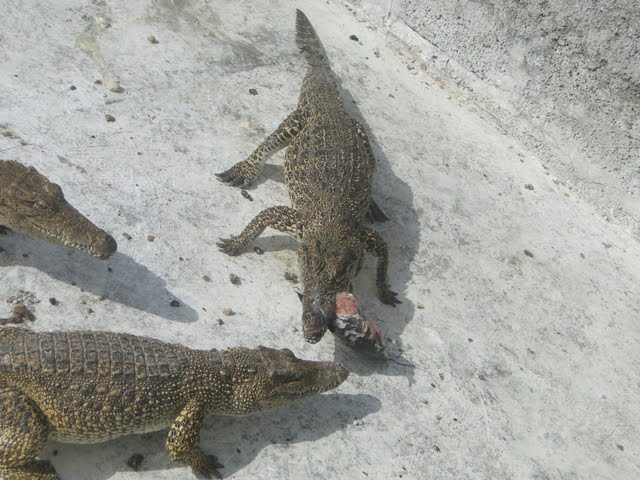
鳄鱼养殖场

## 外部連結
- fotopedia.com （页面存档备份，存于）, Selected photos of Zapata Swamp